# یوتیکا (نیویورک)
یوتیکا (به انگلیسی: Utica) شهری در شهرستان اونیدا ایالت نیویورک است که در سرشماری سال ۲۰۱۰ میلادی، ۶۲۲۳۵ نفر جمعیت داشته است. یوتیکا، به‌طور رسمی در تاریخ ۱۸۳۲ میلادی به‌عنوان یک شهر شناخته شد.

## نگارخانه

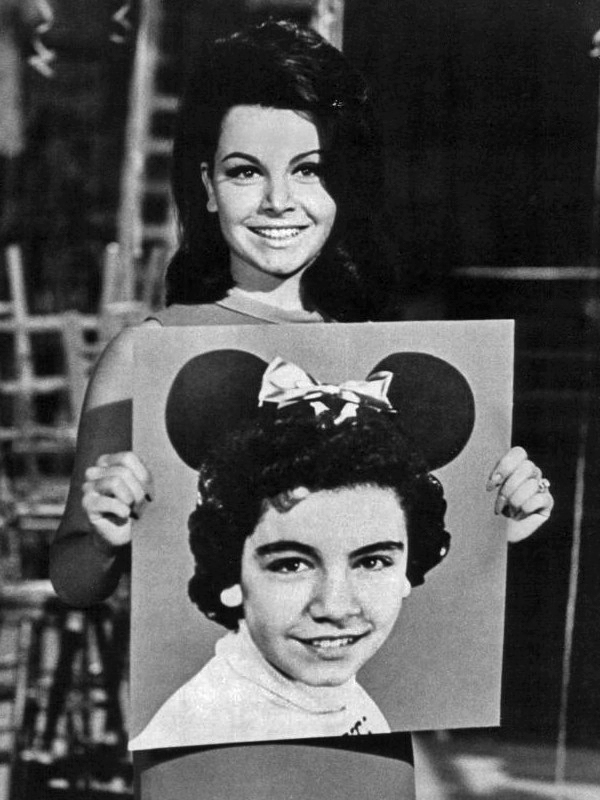
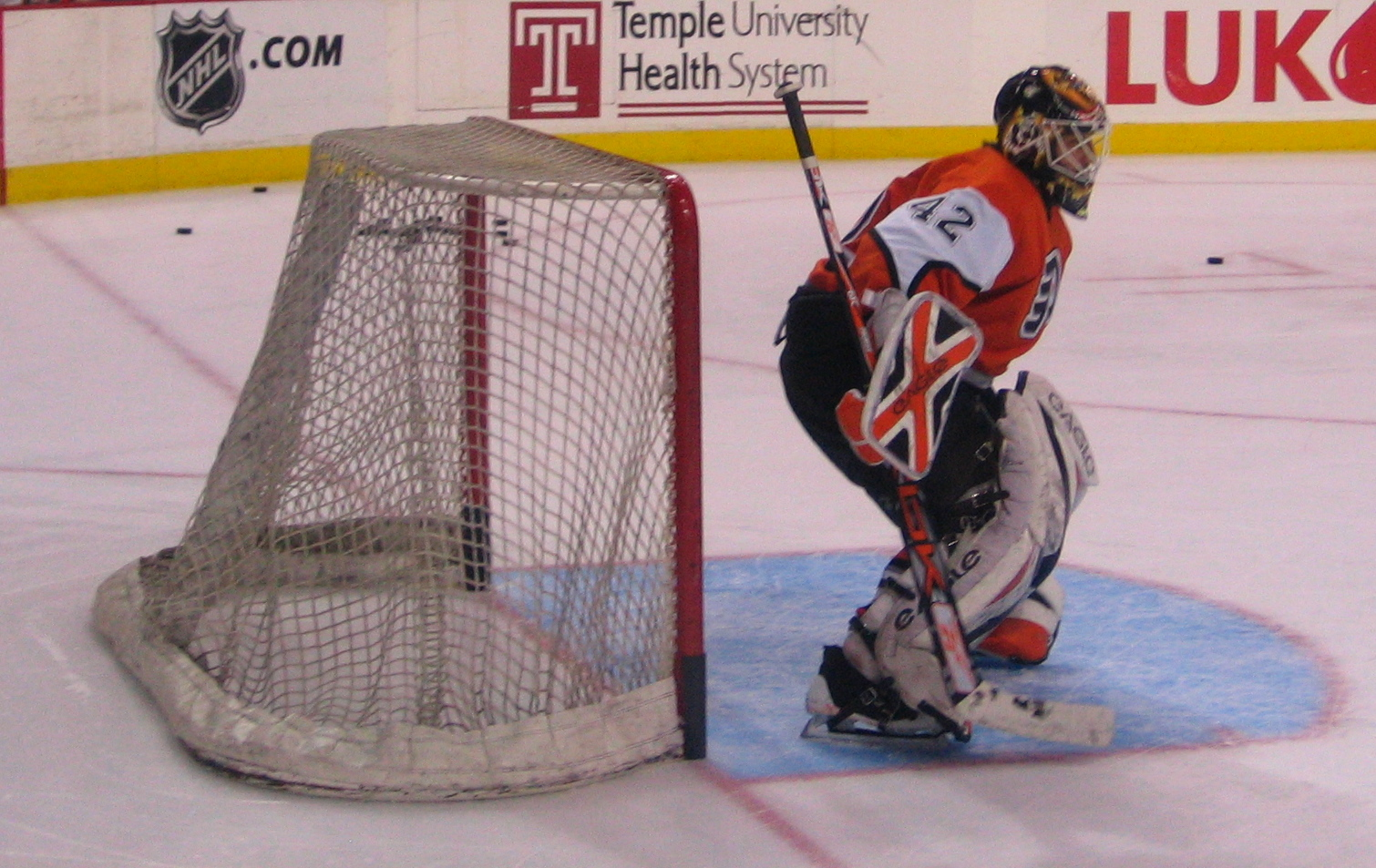